# 圆瑛法师寮室旧址
圆瑛法师寮室旧址位于中国浙江省宁波市海曙区高桥镇芦港村东周自然村西侧接待讲寺内，民国建筑，由圆瑛法师所建，建筑坐北朝南，为合院式结构，由正殿及左右厢房构成，弄堂位于正殿最西侧，正殿二层设有圆瑛法师纪念堂，有1916年法师由缅甸回国时带回的玉佛，厢房位于天井两侧，2010年9月公布为鄞州区文物保护单位，2018年12月28日因行政区划调整公布为海曙区文物保护单位。